# Ptochophyle cyphosticha
Ptochophyle cyphosticha är en fjärilsart som beskrevs av Turner 1908. Ptochophyle cyphosticha ingår i släktet Ptochophyle och familjen mätare. Inga underarter finns listade.